# Can Cabra (Castellar del Riu)
Can Cabra és una masia del municipi de Castellar del Riu (Berguedà) inclosa en l'Inventari del Patrimoni Arquitectònic de Catalunya.

## Situació
La masia forma part del petit nucli dispers de Llinars, a l'Aigua d'Ora, a l'extrem ponentí del terme municipal. S'hi accedeix per la carretera asfaltada i ben senyalitzada que surt al km. 19,4 (42° 06′ 52″ N, 1° 42′ 32″ E / 42.114485°N,1.708905°E) de la carretera de Berga a Sant Llorenç de Morunys, riu amunt, direcció "Llinars". Fins a can Cabra hi ha 2,5 km.

## Descripció
Masia d'estructura clàssica coberta a dues aigües amb el carener perpendicular a la façana, orientada a migdia. La façana és la part més interessant de tot l'edifici, fet de pedra irregular unida amb morter, llevat dels carreus de les cantonades, més ben escairats. La façana presenta dos arcs de mig punt amb un pilar central que els suporta que funciona com a galeria tant al primer com al segon pis. Un del primer pis ha estat parcialment tapiat. La galeria superior funciona com a pallissa i té una balconada de fusta. La porta té una llinda de fusta, substitució de l'original, probablement devia ser un arc de mig punt amb la pedra a plec de llibre. La teulada té un ràfec que aixopluga els murs i és a dues aigües amb embigat de fusta i teula àrab.
Al nord de la masia s'aixeca la capella romànica de Santa Coloma.

## Història
La masia de can Cabra és documentada des del s. XVII alhora que una altra de propera de tipus romànic. El lloc era una de les possessions del monestir urgellenc de Sant Sadurní de Tavèrnoles a la vall de Lord; l'església és documentada des del 1040.